# Івінська Тетяна Михайлівна
Івінська Тетяна Михайлівна (27 березня 1958) — радянська баскетболістка.
Олімпійська чемпіонка 1980 року.